# FEAR 恐怖の男 トランプ政権の真実
『FEAR 恐怖の男 トランプ政権の真実』（フィアー きょうふのおとこ トランプせいけんのしんじつ、Fear: Trump in the White House）は、アメリカ合衆国のジャーナリストのボブ・ウッドワードによるドナルド・トランプ政権についてのノンフィクション本である。2018年9月11日に発売された。ウッドワードはトランプ政権メンバーへの数百時間に及ぶインタビューに基づいて本書を執筆した。本書を出版したサイモン&シュスターは、発売1週間で全フォーマット合算で110万部を売り上げたと発表した。

## 背景
リチャード・ニクソンの大統領辞任につながったウォーターゲート事件を暴いたことで知られるボブ・ウッドワードは、『ローリング・ストーン』誌のライアン・ボートに「アメリカ史上最も尊敬され、高く評価されているジャーナリストの1人」と評されている。また『デイリー・テレグラフ』のニック・アレンは、ウッドワードとカール・バーンスタインによる事件の報道は『ワシントン・ポスト』にピューリッツァー賞をもたらし、彼らを「これまでで最も賞賛されたアメリカの調査ジャーナリスト」に変えたと評している。さらにアレンは、ビル・クリントン、ジョージ・W・ブッシュ、バラク・オバマといったアメリカ合衆国大統領に関する著作の中でウッドワードが「容赦の無い理路整然とした取材」によって「ホワイトハウスの様々な政権の内部事情について、他のどの作家も追随できないレベルの詳細を収穫してきた」と述べている。BBCニュースのニック・ブライアントはウッドワードを「ワシントンの事件記録者の長」、「アメリカで最も信頼されているジャーナリストの1人」、「扇情主義者の対極」と評している。
2013年、予算削減に関してウッドワードとオバマ政権の間で論争が起こった際、ドナルド・トランプは「ボブ・ウッドワードを攻撃して逃げられるのはオバマ（ホワイトハウス）だけだ」と述べた。
2018年7月30日、CNNは匿名の情報筋の話として、ウッドワードによるトランプ政権に関する十分な材料のある本が2018年9月11日が出版されると報じた。ウッドワードによると、本書の題名はトランプの2016年のインタビューでの「真の力とは、この言葉は使いたくないんだが、恐怖だ」（"Real power is, I don't even want to use the word, fear."）という発言に基づいている。
2018年9月4日付の『ニューヨーク・タイムズ』紙の記事は、本書が「数百時間に及ぶ直接の情報源とのインタビュー、同時期の会議のメモ、ファイル、文書、個人的な日記」に基づいていると報じた。ウッドワードはトランプのインタビューを録音した。またウッドワードの調査助手をエヴリン・ダフィが務め、録音テープの書き起こしを行った。
本書の編集者はアリス・メイヒューが務めた。ウッドワードはメイヒューが編集者を務めた1974年の『大統領の陰謀 ニクソンを追いつめた300日』以来、彼女と働いており、本書は19冊目の共著作となった。メイヒューはワシントン・ナラティブというジャンルの本を世に広めたことで知られており、ウッドワードは本書の謝辞の中で「本書の基本的なテーマ、よどみない筆致、組み立て、格調には、アリスの全面的な才気あふれる取り組みが貢献している」と称えている。

## 内容
本書ではトランプの側近たちの体験が詳述されている。本書によると、側近たちはトランプが署名しないように彼の机から書類を持ち去った。ホワイトハウス首席補佐官のジョン・F・ケリーはトランプのことを「馬鹿だ」、「錯乱している」と言い、また国防長官のジェームズ・マティスはトランプのふるまいや理解力が「小学5、6年生」並であると評し、さらにトランプの元個人弁護士のジョン・M・ダウドはロバート・モラーの特別捜査の証言に応じてしまったら「囚人服を着るはめになりますよ」とトランプに助言しており、トランプを「クソッタレの嘘つき」とみなしていたと記されている。
本書には、トランプは司法長官のジェフ・セッションズのことを「頭の中がからっぽ」、「馬鹿な南部人」と評していたと書かれている。トランプは「これらの言葉を誰かに対して」使ったことはないと述べて否定したが、2004年の録音テープはこの主張と矛盾している。
CNNの編集主幹のクリス・シリザは『FEAR 恐怖の男』を、主流メディアの報道や他の2018年の書籍（ジャーナリストのマイケル・ウォルフによる『炎と怒り』と元トランプ側近のオマロサ・マニゴールト・ニューマンによる『Unhinged』）と比較し、トランプ政権には彼が率いる「混沌とした、機能不全に陥った、準備不足のホワイトハウス」があり、トランプが「仕事において絶望的に深みにはまり込んでいる男であるが、自分がいかに絶望的に深みにはまっているかを理解することが全くできない」という同様の物語が記されていると分析した。
本書では2017年4月のカーン・シェイクン化学兵器攻撃後のやりとりにも触れられている。ウッドワードは、「こいつをぶっ殺そう! 潜入しろ。こいつらをぶち殺そう」というトランプによるシリア大統領バッシャール・アル＝アサド暗殺命令があったが、ジム・マティス国防長官はそれを無視したと書いている。2018年にトランプは「そんなことは検討すらしていない」と述べ、本書の記述は嘘であると主張したが、2020年には一転し、自分は賛成したがマティスに反対されたと語った。

## 評価

### ホワイトハウスの反応
2018年8月上旬、トランプは既に原稿を書き終えたウッドワードに電話をかけ、「誰も教えてくれなかった。ぜひとも君と話がしたかった。君には何でも話す。それはそっちも知っているだろう。君はいつも公平だったと思うから」と話した。トランプは当初、ウッドワードが自分にインタビューをしたがっていることは誰からも聞かされなかったと主張し、側近らが彼と話すのを「恐れていた」か「多忙」だったことが理由であると述べた。しかし電話の後半でトランプは、共和党上院議員のリンゼー・グラムがウッドワードがインタビューを希望していることを「すぐに口にしていた」ことを認めた。ウッドワードはトランプに本書が「世界とあなたの政権とあなた自身を厳しく見つめる」ものであるが、「本物」で「正確」になるだろうと伝えた。それを受けてトランプは、本書が「否定的」で「悪い」、そして「非常に不正確」なものであると結論づけた。
9月上旬にいくつかの報道機関が『FEAR 恐怖の男』の抜粋を掲載した後、トランプは本書が「単なる悪書」であり、「（ウッドワードには）多くの信憑性の問題があった。（中略）彼はこの本をある特定のやり方で書きたがっていた。（中略）私は彼と話したことがないのだ」と述べた。トランプはさらに本書の内容を「でっち上げ」だと主張し、発売の「タイミング」を根拠にウッドワードが民主党の「工作員」ではないかと疑問を呈した。
ホワイトハウス報道官のサラ・ハッカビー・サンダースは、本書は「捏造された話以外の何ものでもない」とする声明を発表した。続いて、ケリーはトランプのことを馬鹿呼ばわりしたという記述を否定し、さらにマティスも自分が触れられている一節は「フィクション」であると主張し、大統領を侮辱したり無礼な態度をとるという発想を否定した。

### 売り上げ
本書は発売初週に110万部以上を売り上げ、サイモン&シュスター史上最高の初動記録となった。また、『ニューヨーク・タイムズ』のベストセラーリストで1位を獲得した。

### 批評家の反応
レビュー収集サイトのブック・マークスでは、14%の批評が「絶賛」、50%が「肯定」、21%が「賛否両論」、14%が「酷評」と示された。『ガーディアン』のロイド・グリーンは本書について、リチャード・ニクソン大統領に関するウッドワードの過去の報道の繰り返しで、「ホワイトハウスの汚職と腐敗についてのもう1つの冷静かつ必読の分析」と評した。全体としてグリーンは本書が「事実に重点を置き、過換気が少ない」、「冷ややか」な物語を伝えていると評した。
NPRのロン・エルヴィングは本書が「他に類を見ないホワイトハウスを垣間見ることができる最良の一作」であり、「（トランプとその）政権についての説明があまりにも壊滅的で、告発としか言い様がない」と述べた。一方でエルヴィングは、トランプ支持者の一部は、「本書のトランプの描写は信じられないほど受け入れがたいものであり、その落胆の矛先はトランプではなくウッドワードに向かうだろう」と予想した。エルヴィングはまた、ウッドワードが情報源を匿名にしたことは、「ウッドワードが主張していることの重大さ」を考慮すると、この内容の真実性に対する読者の信頼を低下させるとも主張した。

## 日本語版
- ボブ・ウッドワード 著、伏見威蕃 訳『FEAR 恐怖の男 トランプ政権の真実』日本経済新聞出版、2018年12月1日。ISBN 978-4532176525。